# Боццетто (скульптура)

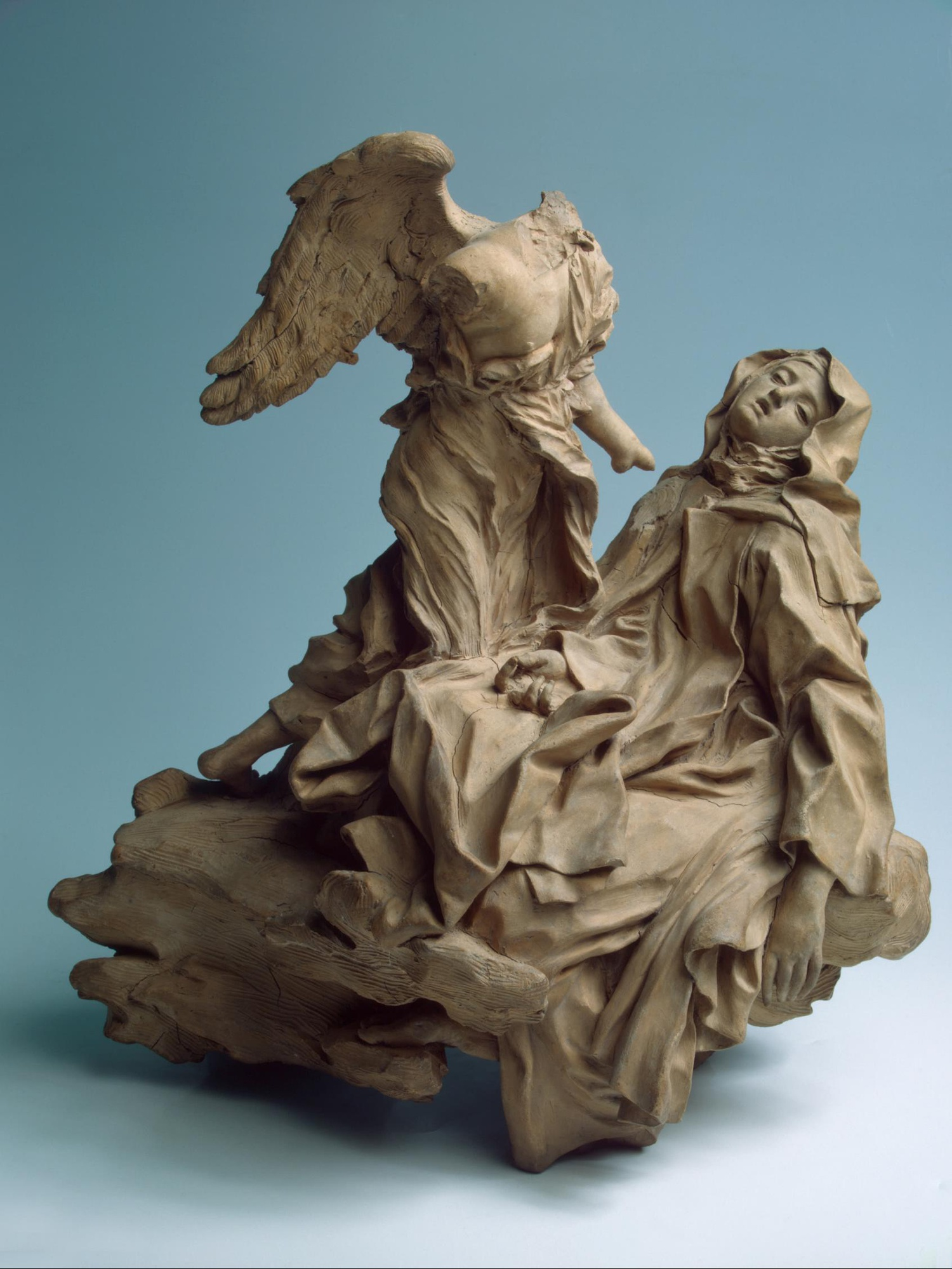
Дж. Л. Бернини. Боццетто скульптурной группы Экстаз святой Терезы для римской церкви Санта-Мария-делла-Виттория. 1640-е гг. Терракота. Государственный Эрмитаж, Санкт-Петербург

Боццетто (итал. bozzetto — эскиз, набросок, от bozza — правка, черновик) — скульптурный эскиз, предварительный этюд, выполняемый скульптором из глины, воска, гипса, чаще в натуральную величину для проверки общего впечатления перед выполнением произведения в твёрдом материале — мраморе или отливки в бронзе. Этот обычай возник в эпоху итальянского Возрождения, когда художник обязан был согласовывать своё произведение с заказчиком перед тем, как требовать средства на завершение работы. Так поступали Донателло, Андреа Верроккьо и другие мастера. Боццетто использовали и для учебных целей в мастерских-боттегах.
Микеланджело Буонарроти возвёл этот эмпирический приём на уровень творческого метода. Некоторые модели Микеланджело сохранились. Считается, что более чем пятиметровая статуя Давида была высечена выдающимся скульптором из мрамора по восковой модели. Не случайно именно Микеланджело первым чётко сформулировал различия пластического и скульптурного формообразования. Микеланджело по дарованию и методу работы — скульптор, но эскизировал в пластике (лепке). Боццетто отличают от моделло (итал. modello — подготовительной модели будущей статуи небольшого размера), она могла выполняться из твёрдых материалов, которую затем механически увеличивали до нужных размеров; иногда с помощью специальной пунктировальной машины (системы подвижных реек), также изобретённой в эпоху Возрождения.
Боццетто, выполненные в натуральную величину, со временем приобретают самостоятельную ценность. Так, Джан Лоренцо Бернини, выдающийся скульптор римского барокко, сохранял свои боццетти в качестве независимого этюда, отличного от последующей статуи по причине своеобразия пластического метода и возможностей мягкого материала. В музее Ватикана хранятся боццетти Бернини, сделанные им из гипса на деревянном и проволочном каркасе, для статуй кафедры собора Св. Петра. Бенвенуто Челлини использовал боццетто в работе над статуей Персея (1545). Боццетто выполняли в намеренно беглой, живописной и экспрессивной манере, невозможной в большой статуе. Боццетто, часто из гипса или терракоты, использовали скульпторы русского классицизма.